# 엘리자베스 뱅크스
엘리자베스 뱅크스(영어: Elizabeth Banks, 1974년 2월 10일 ~ )는 미국의 배우, 영화 감독, 영화 제작자이다. 《스크럽스》, 《캐치 미 이프 유 캔》, 《40살까지 못해본 남자》, 《스파이더맨 3》, 《사람 만들기》 등의 TV 시리즈 및 영화에 출연하였다.

## 유년기
엘리자베스 뱅크스는 매사추세츠주 핏츠필드에서 태어났다. 본명은 엘리자베스 메어설 미첼(Elizabeth Maresal Mitchell)이다. 어머니 아버지 앤(Ann Mitchell), 마크(Mark Mitchell)의 4남매 중 장녀로 태어났다. 엘리자 뱅크스의 아버지는 제너럴 일렉트릭 소속의 공장 노동자였고, 어머니는 은행원이었다.

## 배우
엘리자베스 뱅크스는 다른 배우인 엘리자베스 미첼과의 혼동을 방지하기 위하여 예명 "엘리자베스 뱅크스"로 데뷔하였다. 그녀는 독립 영화인 《서렌더 도로시》(Surrender Dorothy, 1998년)로 데뷔하였다. 여기서 그녀는 비키 역을 맡았다. 이후 그녀는 《씨비스킷》 (2003년), 《하이츠》 (2004년) 등의 영화에 출연하였다.

## 작품 목록

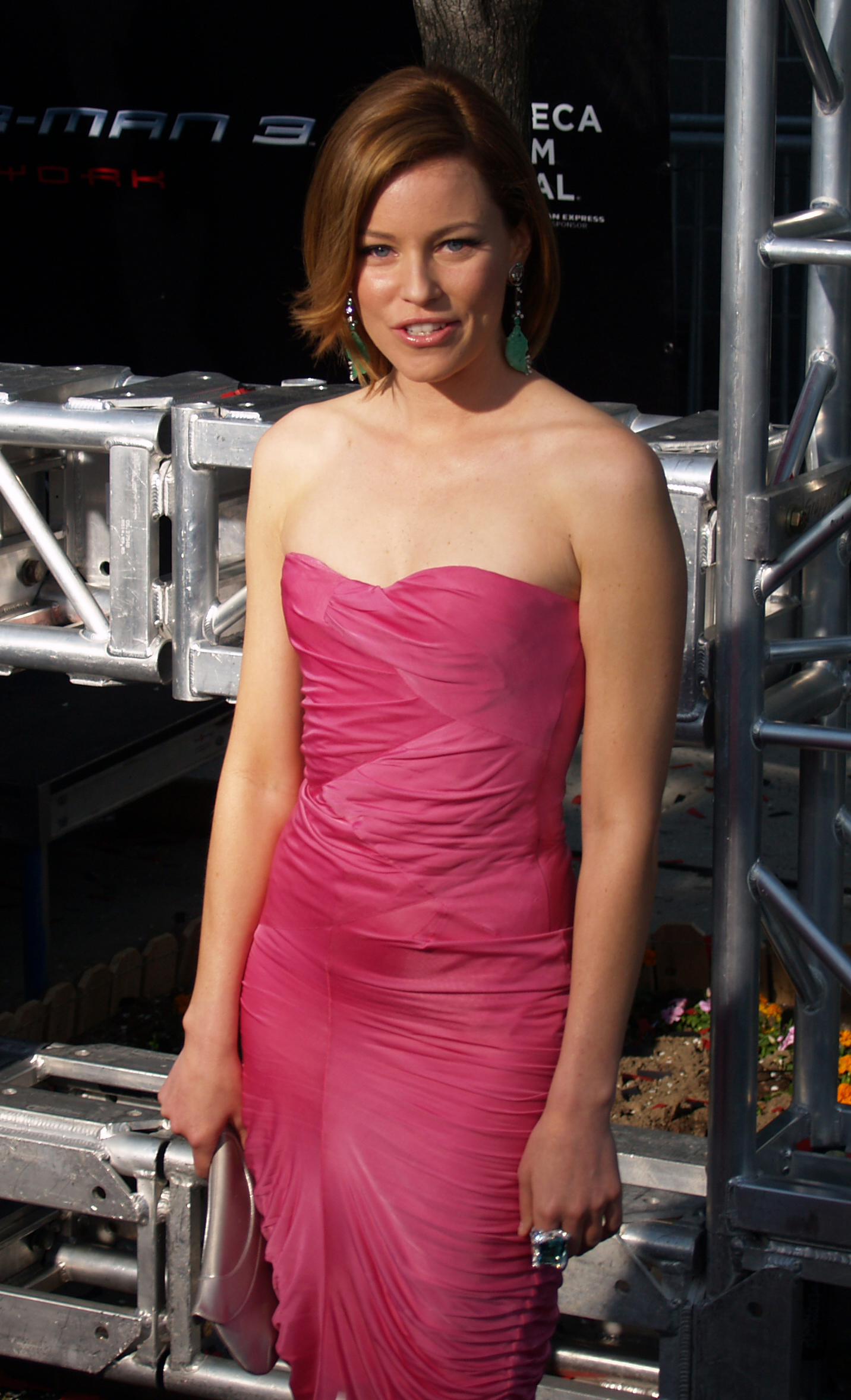
스파이더 맨 3 시사회에서. 2007년.

### 감독
- 무비 43 (2013)
- 피치 퍼펙트: 언프리티 걸즈 (2015)
- 미녀 삼총사 3 (2019)
- 코카인 베어 (2023)

### 배우

#### 영화
- 《서렌더 도로시》 (1998년) 비키 역(as Vicki)
- 《샤프트》 (2000년) 트레이의 친구 역(as Trey's Friend)
- 《웻 핫 아메리카 썸머》 (2001년) 린제이 역(as Lindsay)
- 《Ordinary Sinner》 (2001년) 레이첼 역(as Rachel)
- 《스파이더맨》 (2002년) 베티 브랜트 역(as Betty Brant)
- 《스웹트 어웨이》 (2002년) 데비 역(as Debi)
- 《캐치 미 이프 유 캔》 (2002년) 루시 포레스트 역(as Lucy Forrest)
- 《스파이더맨 2》 (2004년) 베티 브랜트 역(as Betty Brant)
- 《스파이더맨 3》 (2007년) 베티 브랜트 역(as Betty Brant)
- 《잭과 미리가 포르노를 만들다》 (2008년) 미리 역(as Miri)
- 《레고 무비》 (2014년) 와일드스타일/루시 역 (as Wyldstyle/Lucy)
- 《리틀 액시던트》 (2014년) 다이앤 도일 역 (as Diana Doyle)
- 《피치 퍼펙트: 언프리티 걸즈》 (2015년) 게일 역 (as Gail)
- 《파워레인져스: 더 비기닝》 (2017년) 리타 레풀사 역 (as Rita Repulsa)
- 《해피타임 스파이》 (2018년) 제니 역 (as Jenny)
- 《레고 무비 2》 (2019년) 루시 역 (as Wyldstyle/Lucy)
- 《더 보이》 (2019년) 토리 역 (as Tori Breyer)
- 《스킨케어》 (2024년) 호프 골드먼 역 (as Hope)

#### 텔레비전
- 《Third Watch》 (1999년) TV 연속극. 엘레인 엘치삭 역(as Elaine Elchisak) (1999년 1 개 에피소드)
- 《Law & Order: SVU》 (2001년) TV 연속극. 제이나 젠슨 역(as Jaina Jenson) (2001년 1 개 에피소드)
- 《FBI 실종 수사대》 (Without a Trace) (2002년) TV 연속극. 클레리사 역(as Clarissa) (2002년 1 개 에피소드)
- 《섹스 앤 더 시티》
- 《스크럽스》 (4개 시즌(시즌 5~8) 동안 총 17개의 에피소드에 출연)